# Canadian Council of Churches
Canadian Council of Churches (CCC) bildades 1944 och är det bredaste ekumeniska rådet i Kanada, vars 25 medlemssamfund beräknas omfatta 85% av den kanadensiska kristenheten.

## Medlemssamfund
CCC har följande 25 medlemssamfund:
- Anglikanska kyrkan i Kanada
- Apostolic Catholic Church i Kanada
- Orthodox Church in America
- Armenian Holy Apostolic Church
- Canadian Association for Baptist Freedoms
- British Methodist Episcopal Church
- Canadian Baptists of Ontario and Quebec
- Canadian Baptists of Western Canada
- Canadian Conference of Catholic Bishops
- Religious Society of Friends i Kanada
- Christian Church (Disciples of Christ) i Kanada
- Christian Reformed Church i Kanada
- Koptiska Ortodoxa kyrkan
- Ethiopian Orthodox Tewahedo Church
- Evangelisk-lutherska kyrkan i Kanada
- Greek Orthodox Metropolis of Toronto Canada
- Mar Thoma Syrian Church
- Mennonite Church Canada
- Polish National Catholic Church i Kanada
- Presbyterian Church in Canada
- Regional Synod of Canada - Reformed Church in America
- Frälsningsarmén
- Ukrainian Catholic Church
- Ukrainian Orthodox Church of Canada
- United Church of Canada